# Joan Ramon Gomà i Ayats
Joan Ramon Gomà i Ayats (Santa Coloma de Gramenet, 20 d'octubre de 1960) és doctor enginyer industrial, professor agregat del Departament d'Enginyeria Mecànica de la Universitat Politècnica de Catalunya en l'especialitat de processos de fabricació. És membre del grup de recerca de tecnologies de la producció de la UPC (Tecnofab) i fins a desembre de 2009 va ser director general de la Fundació Centre CIM. També és membre de la territorial de l'ANC de Sants-Montjuïc.
Va ser president d'Amical Wikimedia des de la seva fundació, el 2008, fins al maig de 2013. Se li atribueix gran part de l'èxit del reconeixement internacional d'Amical Wikimedia. Després de cinc anys de reivindicacions i negociacions, Amical Wikimedia va ser la primera organització viquipedista que no corresponia als límits d'un Estat. Un any després del seu reconeixement, l'entitat va ser guardonada amb el Premi Nacional de Cultura 2014.
Membre del Consell per la República, l'any 2022 presentà la seva candidatura a presidir aquesta organització.

## Biografia
Joan Ramon Gomà va néixer el 1960 a Santa Coloma de Gramenet. Amb tot, d'ençà que tingué 3 anys va viure a Torres de Segre i s'hi crià fins als 24. Se'n va anar després a Barcelona i s'instal·là durant els anys 90, arran del naixement del seu fill, a la Marina de Sants.
Després d'estudis d'enginyeria mecànica, va treballar d'ençà el 1998 com a professor a la Universitat Politècnica de Catalunya i més tard a partir del 2016 al TecnoCampus Mataró-Maresme.
Entre el 2000 i el 2010 va ocupar el càrrec de Director General de la Fundació CIM i alhora del 2006 al 2010 va ser Director de la Xarxa de Referència en Tècniques avançades de la producció XaRTAP.

### Activisme a la Viquipèdia

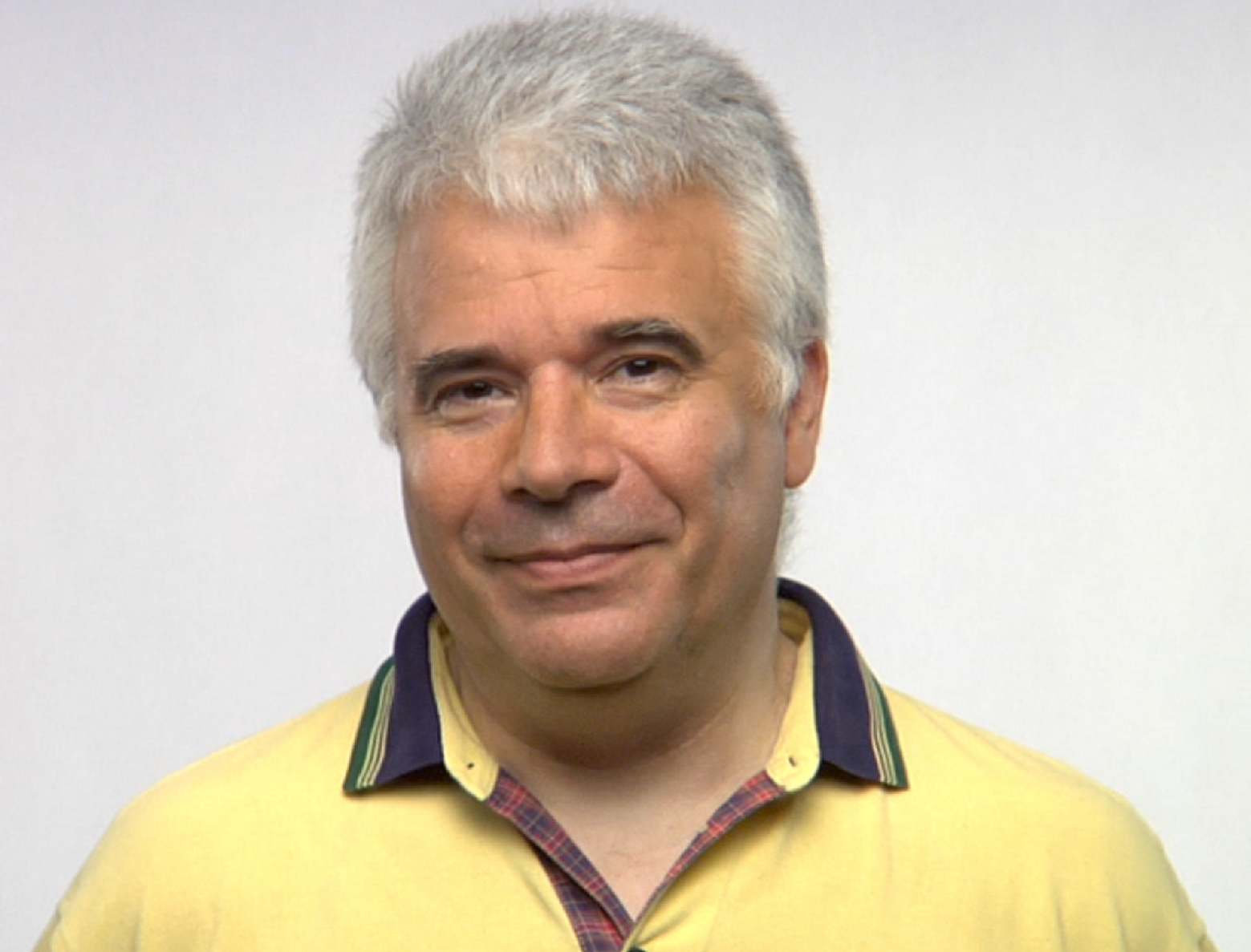
Joan Ramon Gomà el 2011 durant les eleccions per al Board

Afeccionat a les matemàtiques, va començar a revisar el 2 de setembre de 2007 un article incomplet de la Viquipèdia en català sobre l'equació de tercer grau. Era una temàtica que l'apassionava d'ençà el 1973, ja que quan va voler saber com se solucionaven les equacions de tercer grau, un professor de batxillerat li va respondre que havia d'anar temptejant i comprovant si era correcte; nogensmenys al cap d'un any de recerca i cogitacions va aconseguir trobar-hi una altra solució. Després d'aquelles revisions i millores del contingut, escrigué tot seguit un article sobre el mètode de Ruffini, i gradualment la seva participació en l'eina enciclopèdica va anar creixent.

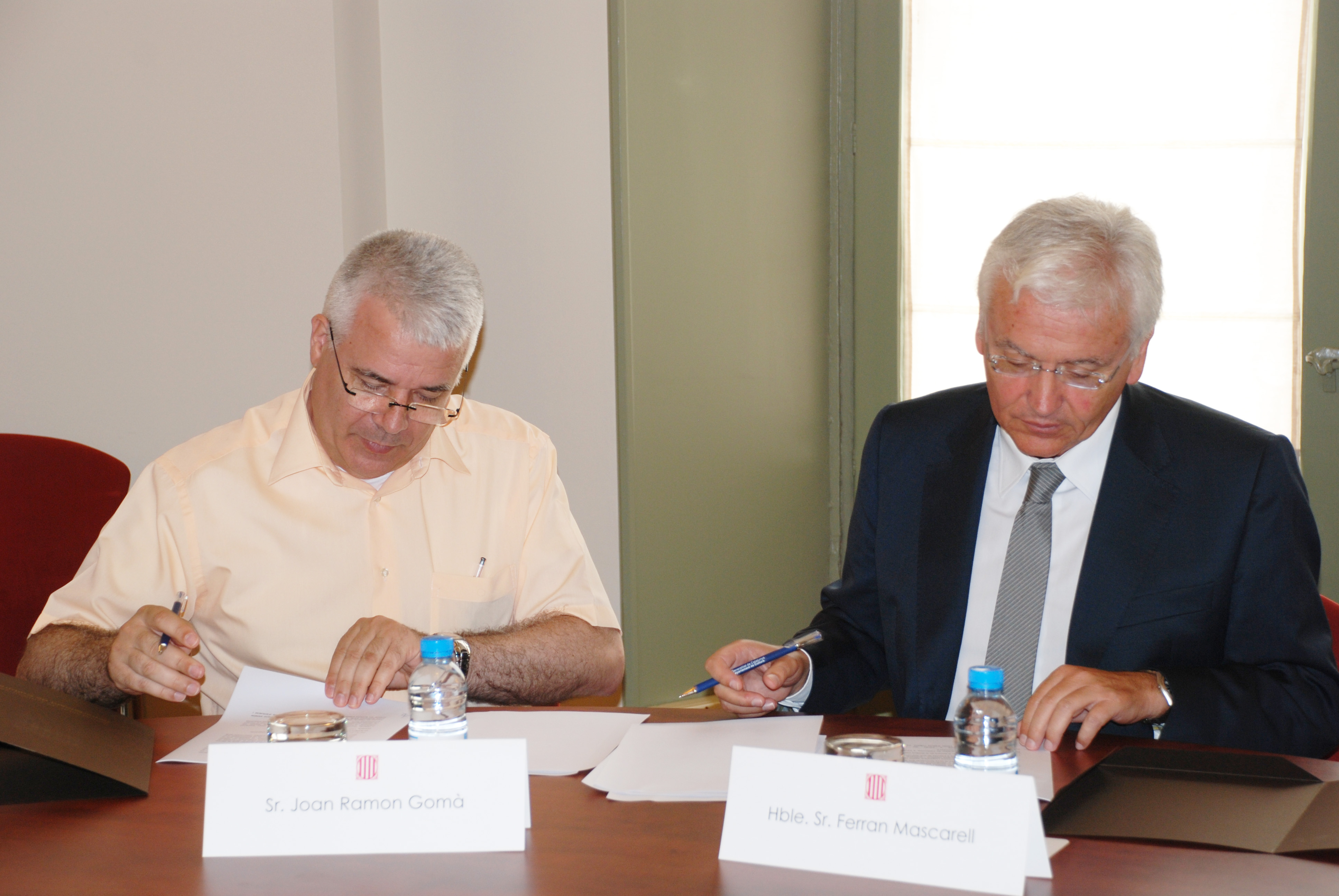
Joan Gomà i el conseller Ferran Mascarell signant un acord de col·laboració el 29 de juliol del 2012

Es va implicar més a partir del 2008 quan participà en la segona Viquitrobada. Aleshores es va convertir en un dels fundadors i membres més influents de l'Associació d'amics de la Viquipèdia, creada aquell mateix any, la qual va canviar el seu nom després, durant la Viquitrobada següent el 2009, pel d'Amical Viquipèdia. Com a president de l'entitat va desenvolupar un activisme molt important per mor d'obtenir un capítol català al si de la Fundació Wikimedia i el seu entorn.
El 29 de juliol de 2012 va ser signatari amb el conseller de Cultura Ferran Mascarell d'un acord de col·laboració que preveia la difusió, els continguts i la utilització de la Viquipèdia. Alhora s'inicià la creació d'un canal de comunicació estable entre ambdues parts i un assessorament per part d'Amical Viquipèdia a la Direcció General de Política Lingüística en la potencialitat d'ús de la plataforma i dels projectes associats devers projectes formatius relacionats amb l'aprenentatge de la llengua catalana.

## Obres
- Fabricació flexible (2010) amb Joan Vivancos Calvet i Irene Buj Corral.
- Sistemas de fabricación (2013) amb Joan Vivancos Calvet, Irene Buj Corral i Luis Costa Herrero